# Antoniuskapelle (Oberbolheim)

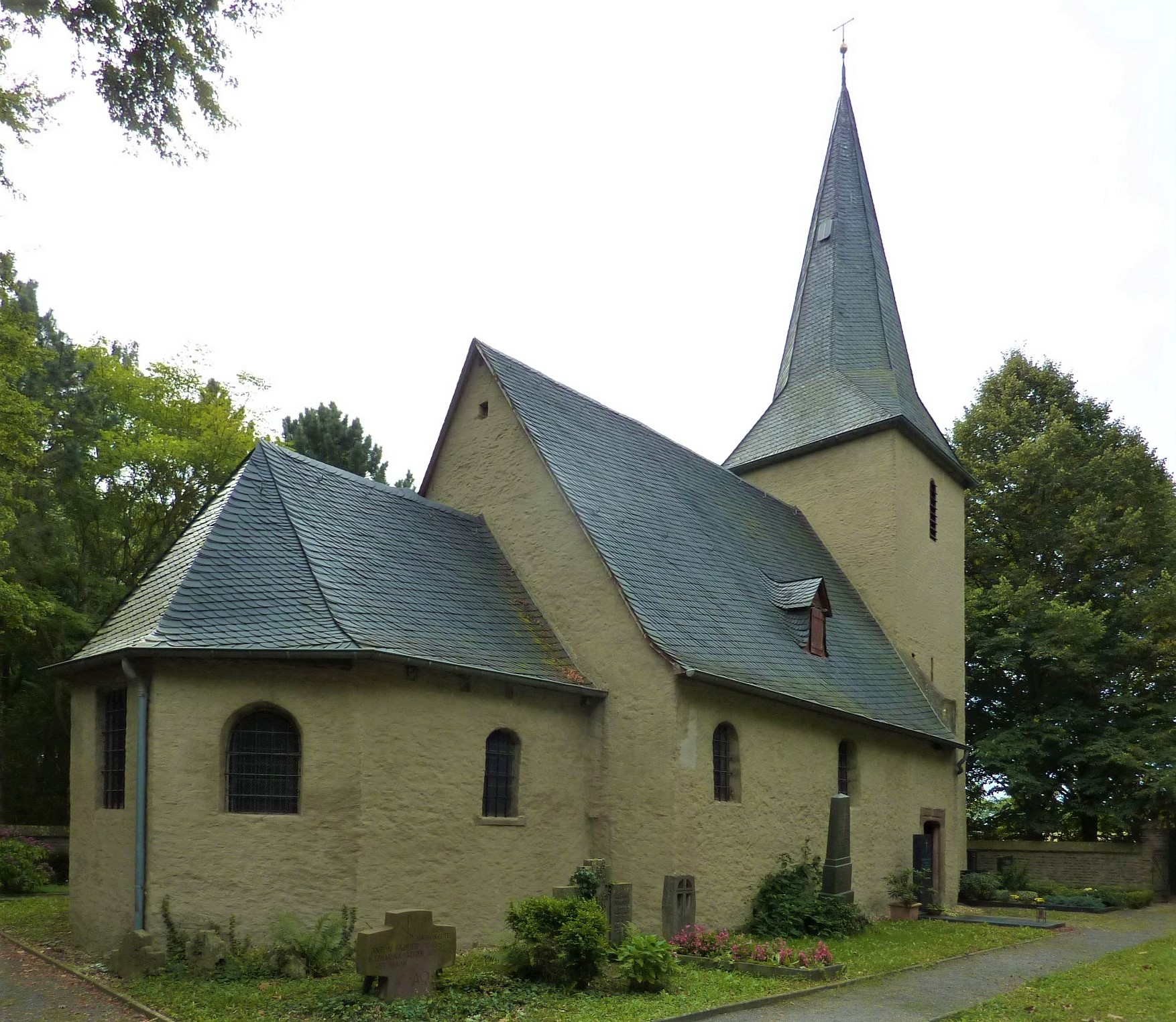
Die Antonius-Kapelle

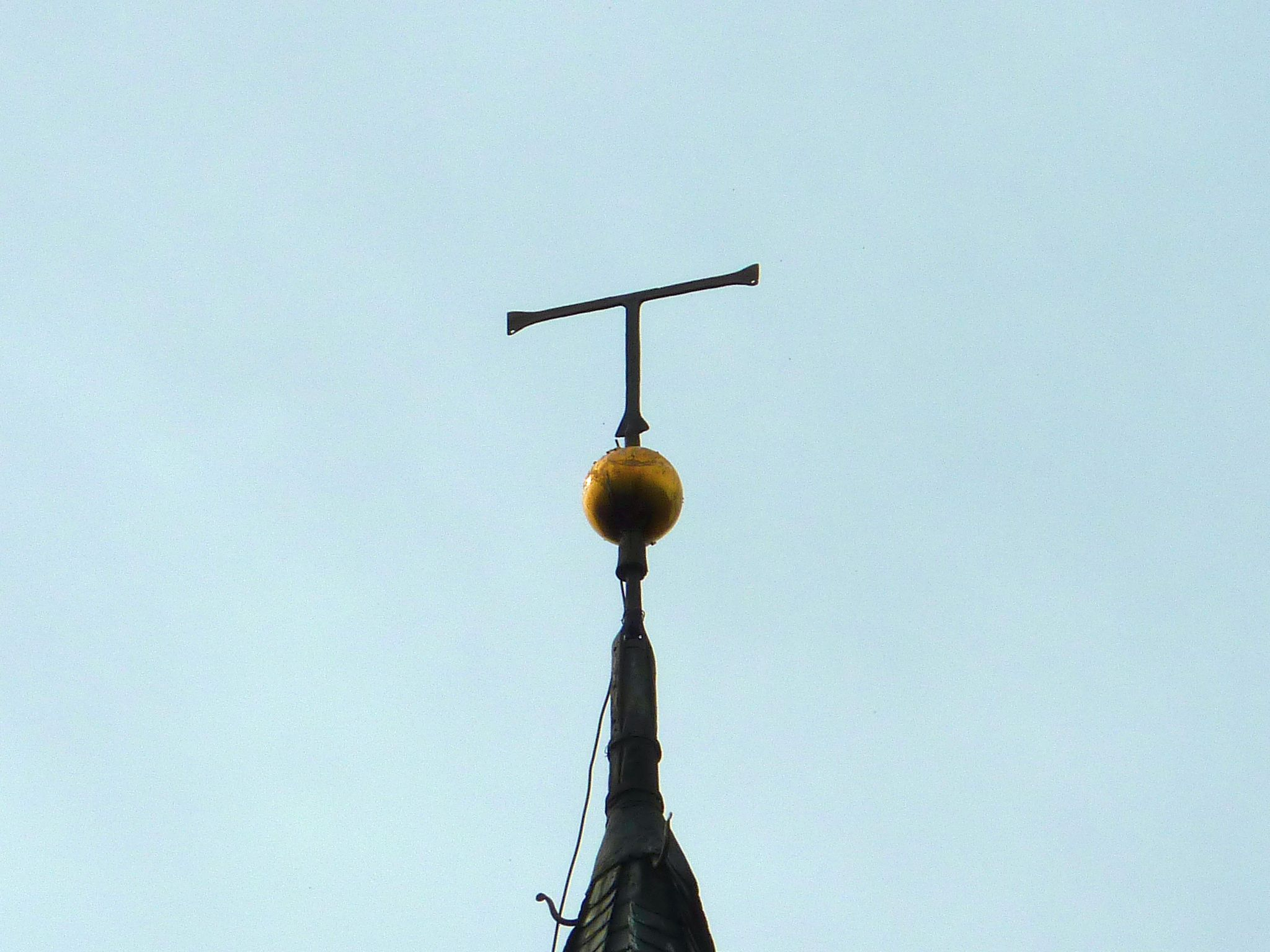
Das Antoniuskreuz auf dem Kirchturm

Die Antonius-Kapelle Oberbolheim ist das letzte Gebäude im ehemaligen Dorf Alt-Oberbolheim im Kreis Düren, Nordrhein-Westfalen. Das Dorf wurde 1969 wegen des Fluglärms vom Fliegerhorst Nörvenich abgerissen.

## Geschichte
Die dem hl. Antonius dem Einsiedler geweihte Oberbolheimer Kapelle stand in früheren Jahrhunderten unter dem Patrozinium des hl. Pankratius, des „Eisheiligen“, der seinen Festtag am 12. Mai hat. Das genaue Entstehungsjahr der Kapelle ist nicht feststellbar, sie besitzt im Kern aber im Turm und Langhaus romanische Bausubstanz, die auf einen kleineren Vorgängerbau schließen lassen.
Zu einem nicht bekannten Zeitpunkt haben wohl die Antoniter das Patrozinium geändert und ihrem Ordenspatron übertragen. Spätestens im Jahr 1390 gelangte das Kölner Antoniterkloster in den Besitz des großen Hofgutes mit Kapelle in Oberbolheim, später Antoniterhof genannt. Die Hofkapelle war mit der Pfarrkirche St. Termelines in Ollesheim dem Antoniterkloster in Köln bis zu dessen Aufhebung 1802 inkorporiert. Danach gehörte St. Antonius zur Pfarrei Nörvenich. Die Kapelle erhielt ihre heutige Gestalt durch die Antoniter nach 1500.
Das gesamte Mauerwerk ist sehr stark mit römischen Ziegeln durchsetzt, zahlreiche runde Scheiben einer römischen Fußbodenheizung (Hypokausten) und Sandsteinquader sind vermauert worden. Im August 1990 sind das gesamte Gebäude, Turm, Langhaus und Chor außen mit einem Kalktrassputz versehen worden, so dass das historische Gemäuer vor Witterungseinflüssen gesichert, aber auch nicht mehr sichtbar ist.
Der dreigeschossige Turm hat einen achtseitigen, schiefergedeckten Helm, der von einem Antoniuskreuz bekrönt wird. Das Obergeschoss mit dem Glockenstuhl hat in der Nord-West- und Südseite je ein Rundbogenfenster, im Mittelgeschoss sind an der Südseite zwei hohe Rundbogenblenden, gegenüber an der Nordwand, befinden sich zwei etwa 20 cm breite und ca. 80 cm hohe Schlitze. Die Westwand des Erdgeschosses hat ein kleines Rechteckfenster, in der Südwand steht ein hohes Rundbogenfenster. Das Langhaus hat ein beschiefertes, steiles Satteldach, das an der Nordseite eine Dachgaube hat. Ein relativ großer, schmaler Chor ist nach Osten vorgesetzt, an dessen Südseite eine Sakristei angebaut ist, deren Zugangstür wegen der Einbruchgefahr 1980 vermauert wurde.
Im Lichten misst die Kapelle etwa 6,5 × 12 m. Langhaus und Chor haben gotische Rundbogenfenster mit schlichtem, unbehandeltem Glas. In der Langhausnordwand stehen zwei, in der Südseite drei Fenster. Am Chor sind insgesamt fünf solcher Fenster eingebaut.
Am westlichen Ende der Nordwand steht neben dem Turm das spätgotische Korbbogenportal mit einer schlichten Profilierung. Die Hausteinfassung des Portals hatte in der Mitte links, in etwa 1,20 m Höhe, ein Steinmetzzeichen und ein zweites rechts, etwa in Augenhöhe. Bei den Arbeiten von 1993/94 an der Kapelle, wurde auch das Portal restauriert; u. a. ist der untere rechte Sandstein ausgewechselt und etwas später eine neue Holztür eingesetzt worden.
Im Langhaus sind die verputzten Deckenbalken mit einfachen, flachen Stuckaturen verziert, die 1936 farbig gefasst wurden. Der Chor hat eine flache Gewölbetonne, in der in einem Medaillon ein Christusmonogramm und eine Hausmarke angebracht sind. In einer Umschrift heißt es RENOVATUM 1748. Auch das Medaillon ist 1936 gefasst worden.
Der schlichte Altar hatte einen Renaissanceaufbau, dessen Säulen geschnitzte Kapitelle hatten. Er ist wohl um 1600 entstanden. In einer Kartusche im Giebel des Hochaltars standen die griechischen Buchstaben Alpha und Omega, dazwischen eine Mitra unter einem übergroßen Antoniuskreuz. In einer, von zwei schmäleren Säulen begrenzten Nische, die im Giebel ein Puttenköpfchen hatte, stand der Tabernakel, darauf die holzgeschnitzte Statue des Kapellenpatrons, des hl. Antonius von 1480.
Antonius wird in seiner Mönchskutte dargestellt. In der linken Hand hält er ein Buch, in der rechten den Stab mit dem Antoniuskreuz. Zu Füßen der etwa 70 cm hohen Figur steht eine Teufelsfratze.
Im Juli 1960 ist die Statue in der Reihe Kunstwerke des Monats im Leopold-Hoesch-Museum gezeigt worden. Sie stammt aus der Zeit der Spätgotik um 1480.
Ein besonderes Kunstwerk für das kleine Dorf ist das Chorgestühl, das zu einer dreisitzigen Bank umgearbeitet, zuletzt seinen Platz nicht im Chor, sondern unter dem Turm hatte. Es ist im Juni 1957 als Kunstwerk des Monats im Dürener Museum ausgestellt worden.
Die Kapelle hatte zwei Seitenaltäre. Die beiden gleich aussehenden Altäre haben ovale Ölgemälde: links die Gottesmutter, rechts: der hl. Mauritius, zu dem die Kapellengemeinde keinerlei Beziehung hat.
Die beiden Gemälde werden eingerahmt von geschnitzten Pflanzenornamenten, oben das Antoniuskreuz, unten ein Puttenköpfchen. Die Aufsätze sind um 1700 entstanden.
Das Oberbolheimer Chorgestühl hat an den Armlehnen geschnitzte Grotesken als Knäufe: ein hockender Satyr über einer Volute, und ein fuchsähnliches Tier mit einem buschigen über dem Rücken liegenden Schwanz, über einen Korb mit Früchten gebeugt. Auf der einen Wange außen ist das Relief einer Eule zu sehen mit einem großen Kneifer vor den Augen. Sie umklammert eine Spindel, neben ihr befindet sich ein Spinnrocken und ein hoher Kandelaber mit Kerze. Der Chor wurde zum Kirchenschiff hin durch eine sehr schlichte Kommunionbank abgeschlossen, die wohl im 19. Jahrhundert entstanden war.
An der Nordwand des Langhauses steht eine kleine, schlichte Holzkanzel, die als einzigen Schmuck auf einer Füllung ein Wappen Merode-Vlatten hat. Die Herkunft der Kanzel ist ebenso unbekannt wie die der übrigen Einrichtungsstücke.
Die Kapelle hatte seit alter Zeit zwei Glocken. Die „große Glocke“ war nach der Inschrift 1868 von Graf Metternich zu Gymnich, Eigentümer des Oberbolheimer Antoniterhofes, und Peter Joseph Heuser, Eigentümer des Ollesheimer Heuserhofes, gestiftet worden. Sie wog 330 kg und hatte einen Durchmesser von 82 cm. Die zweite Glocke musste im Ersten Weltkrieg, im Jahre 1917, zu Rüstungszwecken abgeliefert werden. Am 6. Januar 1926 weihte Dechant Hochscheid aus Golzheim eine neue Glocke, die die Firma Franz Schilling in Apolda/Thüringen gegossen hatte. Die 280 kg schwere Glocke trägt eine lateinische Inschrift.
Die letzte Messe, zu der auch die beiden Glocken letztmals läuteten, wurde am Antoniustag, dem 17. Januar 1970, in Oberbolheim gefeiert. Zu diesem Zeitpunkt lebten nur noch etwa 15 Personen in Oberbolheim. Schon bald nutzten Einbrecher die günstige Gelegenheit und drangen gewaltsam in die Kapelle ein. Nach zwei Einbrüchen im ersten Halbjahr 1970, bei denen ein Weihwasserkessel und ein wertvoller Kerzenleuchter geraubt wurden, brachte man alle Einrichtungsstücke zunächst im Depot des Bistums Aachen in Wenau in Sicherheit. In der Kapelle blieben nur einige wertlose Holzteile vom Altaraufbau und das mittlerweile unbrauchbar gewordene Harmonium. Da man auch befürchten musste, dass die beiden Glocken Räubern zum Opfer fallen könnten, wurden auch sie abgehängt und in Sicherheit gebracht.
Ende der 1970er Jahre gründete Dietrich G. Paeffgen, zusammen mit einigen interessierten Oberbolheimern, einen Kapellenverein, der es sich zur Aufgabe gemacht hat, zusammen mit dem Eigentümer, der katholischen Pfarrgemeinde Nörvenich, die Kapelle zu unterhalten. Als erste wichtige Maßnahme ist 1980, in Zusammenarbeit mit dem Rheinischen Amt für Denkmalpflege, eine Außenhautsanierung durchgeführt worden. Dabei wurden die Schieferdächer von Turm, Langhaus und Chor, die Dachtraufen und die Fenster repariert. Außerdem bekam das gesamte Mauerwerk einen Kalktrassputz, so dass es vor Witterungsschäden geschützt ist. Die Gesamtmaßnahme hat 1980 etwa 100.000 DM gekostet. 1993/94 sind auf Veranlassung des Kapellenvereins weitere Restaurierungs- und Renovierungsarbeiten ausgeführt worden. Die zahlreichen Einbrüche hatten die Eichenholztür sehr stark beschädigt. Sie wurde durch eine neue Tür ersetzt. Ein Steinmetz hat am Portal den linken unteren Sandstein ausgewechselt. Die Fenster erhielten Schutzgitter, in Inneren wurde die an mehreren Stellen durchhängende Balkendecke im Langhaus sicher aufgehängt. Im Turm musste der Dachstuhl nachhaltig repariert werden. Die Kosten von rund 100.000 DM sind durch eine Spende und die Aufnahme eines Darlehens durch den Kapellenverein, für das eine Bürgschaft aufgebracht werden musste, beschafft worden.
Der Kapellenverein ist in eine heutige (2019) Stiftung übergegangen.

## Gegenwart

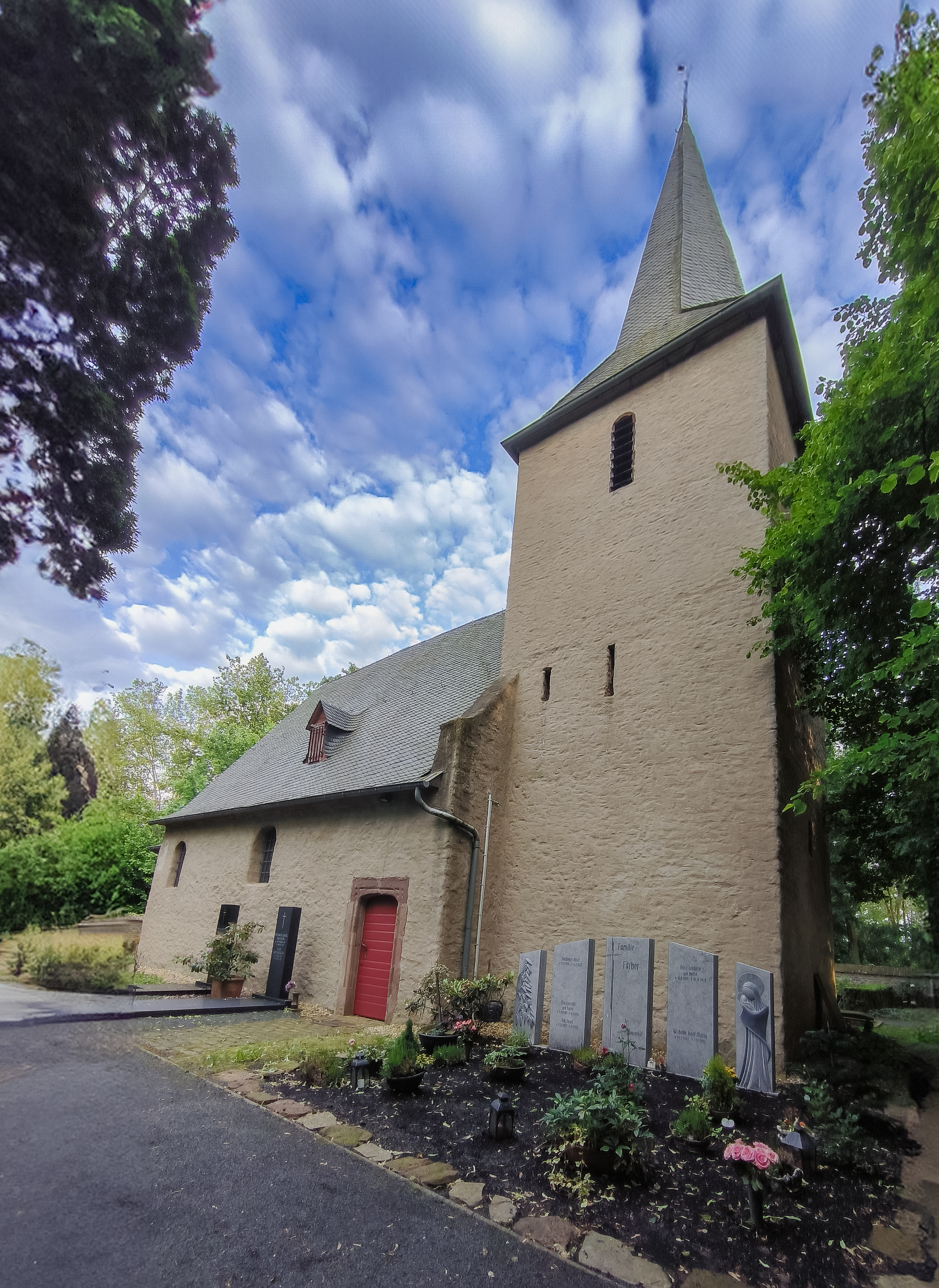
Zustand der Kapelle 2024

Nach weiteren kleinen Renovierungs- und Instandhaltungsarbeiten hat eine Firma aus Aachen im Sommer und Herbst 2002 den Innenanstrich vorgenommen, für den ca. 23.000 Euro aufgebracht werden mussten.
Nach mehr als 30 Jahren war das alte Gotteshaus nun wieder in einem würdigen Zustand, außerdem ist es relativ einbruchssicher. Die Einrichtungsgegenstände, die 1970 sichergestellt werden mussten, sind wieder in die Kapelle gebracht worden. Am 2. Oktober 2002 konnte die Kapelle im Rahmen einer vom Aachener Weihbischof Karl Reger geleiteten Vesper zum Abschluss der Renovierungsarbeiten wieder in Benutzung genommen werden. Zum ersten Mal seit 32 Jahren läuteten wieder die Glocken.
Am Freitag, dem 17. Januar 2003, wurde nach einer Unterbrechung von 33 Jahren, wieder eine heilige Messe am Antoniustag in Oberbolheim gefeiert.
Die Kirche wurde am 20. März 1985 in die Denkmalliste der Gemeinde Nörvenich unter Nr. 53 eingetragen.